# Acantholipes nigrisigna
Acantholipes nigrisigna är en fjärilsart som beskrevs av Moore 1881. Acantholipes nigrisigna ingår i släktet Acantholipes och familjen nattflyn. Inga underarter finns listade i Catalogue of Life.